# Yalda
Yalda er et iransk pigenavn, som betyder årets længste nat. Der var i år 2008 27 danske kvinder, der hed Yalda.
| Fornavne | Spire Denne artikel om et fornavn er en spire som bør udbygges. Du er velkommen til at hjælpe Wikipedia ved at udvide den. |